# 中华杜英
中华杜英（学名：Elaeocarpus chinensis），为杜英科杜英属下的一个植物种。